# Episodi di Last Cop - L'ultimo sbirro (terza stagione)
La terza stagione della serie televisiva Last Cop - L'ultimo sbirro è stata trasmessa in prima visione in Germania da Sat.1 dal 6 febbraio al 7 maggio 2012.
In Italia la stagione è andata in onda dal 24 luglio al 4 settembre 2013 su Rai 1.
| nº | Titolo originale            | Titolo italiano           | Prima TV Germania | Prima TV Italia  |
| -- | --------------------------- | ------------------------- | ----------------- | ---------------- |
| 1  | Ein echter Held             | Il premuroso              | 6 febbraio 2012   | 24 luglio 2013   |
| 2  | Und raus bist du!           | Una poltrona per due      | 13 febbraio 2012  | 31 luglio 2013   |
| 3  | Aller guten Dinge sind drei | Non c'è due senza tre     | 20 febbraio 2012  | 31 luglio 2013   |
| 4  | Vater Mutter Kind           | Segreti di laboratorio    | 27 febbraio 2012  | 7 agosto 2013    |
| 5  | Nymphen und Don Juans       | Il circolo dei lussuriosi | 5 marzo 2012      | 7 agosto 2013    |
| 6  | Es lebe der Sport           | Sport e motori            | 12 marzo 2012     | 11 agosto 2013   |
| 7  | Ohne Moos nix los           | L'amico ritrovato         | 19 marzo 2012     | 11 agosto 2013   |
| 8  | Das Killer-Alphabet         | Il killer dell'ABC        | 26 marzo 2012     | 21 agosto 2013   |
| 9  | Alles Verräter              | La mela marcia            | 2 aprile 2012     | 21 agosto 2013   |
| 10 | Hühnerabend                 | Boccone amaro             | 16 aprile 2012    | 28 agosto 2013   |
| 11 | Tod eines Schlachters       | Würstel con delitto       | 23 aprile 2012    | 28 agosto 2013   |
| 12 | Ich sag's nicht weiter      | Un intimo segreto         | 30 aprile 2012    | 4 settembre 2013 |
| 13 | Die, die vergeben können    | Il perdono                | 7 maggio 2012     | 4 settembre 2013 |

## Il premuroso
- Titolo originale: Ein echter Held
- Diretto da: Sebastian Vigg
- Scritto da: Stefan Scheich, Robert Dannenberg

### Trama
Ripresasi dalle ferite subite nel corso della sparatoria, Tanja non vuole decidersi a lasciare la clinica in cui è ricoverata. Mick, con cui ha iniziato una relazione, la spinge con i suoi modi decisi a tornare alla vita, ma la sua attitudine a decidere per lei e l'arrivo di Niklas Hold - un medico vecchio amico della psicoterapeuta - cominciano a minare il loro rapporto. Tra una visita e l'altra Brisgau si occupa dell'omicidio di Matthias Herz, comproprietario di un parco avventura in crisi trovato morto qualche tempo dopo aver impedito a due giovani di aggredire un uomo.
- Ascolti Italia: telespettatori 2.587.000 – share 13,84%[1]

## Una poltrona per due
- Titolo originale: Und raus bist du!
- Diretto da: Sebastian Vigg
- Scritto da: Katja Töner

### Trama
Una donna in carriera, Fiona Mehring, muore avvelenata mentre si trova a pranzo in un lussuoso ristorante all'aperto. La vittima lavorava per una società impegnata nell'aiutare le aziende in difficoltà a licenziare agevolmente i propri dipendenti in esubero. Mentre Mick e Tanja provano a riappacificarsi, Martin Ferchert annuncia il proprio passaggio a responsabile delle pubbliche relazioni, senza rivelare chi ha raccomandato per sostituirlo nel ruolo di commissario. Mentre Andreas e Meissner desiderano la poltrona, Mick chiede esplicitamente all'amico di non fare il suo nome, perché la sua utilità è in strada e non dietro ad una scrivania. Alla fine Ferchert annuncia che il suo parere è stato ascoltato, e il nuovo commissario capo è Tanja!
- Ascolti Italia: telespettatori 3.106.000 – share 15,15%[2]

## Non c'è due senza tre
- Titolo originale: Aller guten Dinge sind drei
- Diretto da: Sophie Allet - Coche
- Scritto da: Benjamin Karalic, Rebecca Mahnkopf

### Trama
La scrittrice Anja Friedrich viene uccisa per mezzo di un veleno disciolto in una bottiglia del suo vino preferito. La donna era diventata famosa per il suo libro Monogamie, una descrizione della sua nuova vita familiare assieme ai suoi due mariti. Ad affiancare Brisgau e Kringge nella risoluzione del caso si aggiunge Christine Wegner, sorella di Meisner e addetta stampa delle pubbliche relazioni, incaricata di raccontare il lavoro dei due investigatori. Mentre prende confidenza con il suo nuovo ruolo di capo, Tanja decide di chiudere la sua relazione con Mick, anche in seguito al pugno ricevuto da Niklas. Nel frattempo Uschi e Ferchert si lanciano teneri sguardi.
- Ascolti Italia: telespettatori 2.754.000 – share 14,91%[2]

## Segreti di laboratorio
- Titolo originale: Vater Mutter Kind
- Diretto da: Sophie Allet - Coche
- Scritto da: Christoph Wortberg

### Trama
Poco dopo un incidente che ha ridotto in condizioni critiche la figlia Paula, la ricercatrice farmaceutica Monica Riez viene uccisa in quello che appare come un tentativo di furto finito male. Un controllo medico ordinato da Tanja per tutto il personale mette nei guai Mick e Andreas.
- Ascolti Italia: telespettatori 2.628.000 – share 15,00%[3]

## Il circolo dei lussuriosi
- Titolo originale: Nymphen und Don Juans
- Diretto da: Sophie Allet - Coche
- Scritto da: Arne Nolting, Jan Martin Scharf

### Trama
Subito dopo un fugace amplesso con uno sconosciuto cliente sul posto di lavoro, la bibliotecaria Karin Hentschel viene uccisa con un colpo di estintore alla testa. Per trovare il suo assassino Mick si infiltra nel gruppo di terapia da dipendenza dal sesso frequentato dalla vittima. Intanto l'inaspettata gravidanza di Dana crea molti pensieri ad Andreas.
- Ascolti Italia: telespettatori 2.364.000 – share 15,13%[3]

## Sport e motori
- Titolo originale: Es lebe der Sport
- Diretto da: Florian Froschmayer
- Scritto da: Robert Dannenberg, Stefan Scheich

### Trama
L'insegnante di scherma Dietmar Kuhlmann viene assassinato nella sala di allenamento del rinomato club Kettwigs Klingen. Il caso tocca da vicino Andreas, che in gioventù era stato suo allievo. Mick intanto passa un brutto momento quando un guasto alla sua amata Opel Diplomat sembra irreparabile.
- Ascolti Italia: telespettatori 1.956.000 – share 12,68%[4]

## L'amico ritrovato
- Titolo originale: Ohne Moos nix los
- Diretto da: Florian Froschmayer
- Scritto da: Michael Illner

### Trama
Quando il giardiniere Dragan Palic viene ucciso nella villa dell'ex calciatore Rudi Moos, tutti i sospetti cadono sul padrone di casa, che risulta irraggiungibile. Le cose cambiano radicalmente quando la moglie Mimi riceve una richiesta di riscatto.
- Ascolti Italia: telespettatori 1.895.000 – share 13,25%[4]

## Il killer dell'ABC
- Titolo originale: Das Killer-Alphabet
- Diretto da: Florian Froschmayer
- Scritto da: Katja Töner

### Trama
Carola Seehagen, insegnante all'Università popolare, viene accoltellata a morte al termine di una lezione serale per adulti analfabeti. Mentre Andreas mal sopporta le pressioni di Dana sulla loro futura famiglia, il commissariato si prepara all'arrivo di un gruppo di studentesse per il Girls Day, campagna per attirare nuove leve. Tanja ha la malaugurata idea di assegnare Mick il compito di illustrare alcune caratteristiche del lavoro, ma incredibilmente la cosa avrà un effetto positivo incrementando le domande femminili per l'accademia di polizia.
- Ascolti Italia: telespettatori 3.071.000 – share 15,66%[5]

## La mela marcia
- Titolo originale: Alles Verräter
- Diretto da: Thomas Nennstiel
- Scritto da: Arndt Stüwe

### Trama
Al commissariato arrivano gli investigatori degli Affari Interni Caroline Hillebrecht e Falk Schröter per indagare su un caso di corruzione che coinvolgeva Jonas Ebersbach, un collega di Mick e Andreas recentemente assassinato. I due sospettano apertamente di tutti quanti e per scongiurare contrasti Tanja allontana Brisgau e Kringge incaricandoli di aiutare il Nucleo Reati Informatici in un appostamento.
- Ascolti Italia: telespettatori 2.707.000 – share 15,18%[5]

## Boccone amaro
- Titolo originale: Hühnerabend
- Diretto da: Thomas Nennstiel
- Scritto da: Arne Nolting, Jan Martin Scharf

### Trama
Nel bel mezzo della sua esibizione per un addio al nubilato, uno spogliarellista muore avvelenato. I contrasti con Niklas mettono in crisi il rapporto tra Mick e Tanja.
- Ascolti Italia: telespettatori 3.062.000 – share 13,53%[6]

## Würstel con delitto
- Titolo originale: Tod eines Schlachters
- Diretto da: Thomas Nennstiel
- Scritto da: Sven Böttcher

### Trama
In un bosco viene rinvenuto un cadavere privo di sangue. Si tratta di Wolfgang Schill, direttore amministrativo di una prestigiosa azienda di insaccati, che aveva recentemente lasciato la moglie per una fanatica animalista. Mick non vive bene il fatto che Tanja stia valutando l'ipotesi di partire per l'Africa con Niklas, mentre Ferchert patisce le critiche di un giornalista per le sue conferenze stampa ricche di lirismo e giochi di parole.
- Ascolti Italia: telespettatori 2.645.000 – share 12,74%[6]

## Un intimo segreto
- Titolo originale: Ich sag's nicht weiter
- Diretto da: Peter Stauch
- Scritto da: Jörg Alberts, Susanne Wiegand

### Trama
Dopo una colossale sbronza, Mick si risveglia "ammanettato" al bancone di Ushi con un reggiseno e senza memoria della notte precedente. Una telefonata di Andreas lo porta ad occuparsi della morte della studentessa diciassettenne Anja Cordts, precipitata da una finestra della scuola che frequentava. La giovane era accusata di aver pubblicato su internet alcune foto osé della sua migliore amica Romy Weidner. Andando avanti nelle indagini MIck e Andreas scopriranno che molte persone erano state riprese dalla ragazza in atteggiamenti che non possono permettersi in pubblico. Alla fine il colpevole si rivelerà un giovane studente di buona famiglia, vessato da una madre troppo protettiva e piena di aspettative, che non riusciva a dichiarare la propria omosessualità ed era perseguitato dalla morte del suo amante, un altro studente morto suicida. Intanto Mick è alle prese con la madre di Andreas, che è venuta in città per l'imminente matrimonio del figlio. Grazie alle foto e ai video che Martin ha fatto all'addio al celibato del promesso sposo, salta fuori che sia Mick e Meissner si sono "appartati" con la donna restando rispettivamente con il reggiseno e le mutandine di lei. La cosa manda in crisi il povero Andreas mentre la madre non se ne preoccupa.
- Ascolti Italia: telespettatori 3.258.000 – share 14,13%[7]

## Il perdono
- Titolo originale: Die, die vergeben können
- Diretto da: Peter Stauch
- Scritto da: Robert Dannenberg, Stefan Scheich

### Trama
In un parco cittadino viene rinvenuto il cadavere di Sven Lohmeyer, che aveva da poco finito di scontare otto anni di carcere per aver ucciso la sedicenne Juliane Rothstein durante una rapina ad un gioielliere. Sorprendentemente l'uomo aveva subito trovato lavoro presso il birrificio dei genitori della ragazza. L'ingresso in scena di Bernhard Schaller - l'agente di custodia della vittima - genera grande apprensione in Tanja e Ferchert, mentre Andreas rifiuta ogni dialogo con Meisner dopo aver scoperto della notte di sesso con sua madre. Mick indaga privatamente su Schaller ma fa anche amicizia con lui. La situazione precipita quando scopre che Schaller è il giovane che gli sparò venti anni prima. Tanja aveva volutamente detto che il colpevole era defunto affinché Mick potesse concentrarsi sulla guarigione invece di inseguire la vendetta. Sentendosi tradito da Tanja, Ferchert e anche Andreas (al quale i due hanno spiegato tutto) Mick abbandona la polizia.
- Ascolti Italia: telespettatori 2.770.000 – share 13,08%[7]